# الركابية (كفر البطيخ)
الركابية هي إحدى قرى كفر البطيخ التابع لمحافظة دمياط بجمهورية مصر العربية.